# Никифорова, Виктория Витальевна
Виктория Витальевна Никифорова (род. 12 июня 1971, Москва) — русский драматург и журналистка, сценаристка.
На фоне вторжения Россию на Украину, за «распространение российской дезинформации и пропаганды», находится под международными санкциями Евросоюза и других стран.

## Биография
Родилась 12 июня 1971 года в Москве.
Начинала как театральный критик. Является автором текста «Пьесы про деньги» (2006), которую поставил Эдуард Бояков. Искусствовед Е. В. Васенина назвала постановку «самой актуальной премьерой московского театрального сезона». Павел Руднев назвал пьесу физиологическим очерком «путинской эпохи», в то же время охарактеризовав финальный монолог героини как «гражданский поступок драматурга»; в то же время Григорий Заславский расценил эту же финальную сцену, в которой персонажи упоминают о Бесланской трагедии, как бестактную и художественно неоправданную.
В мае 2021 года широкий резонанс вызвало публицистическое выступление Никифоровой в защиту системы ГУЛАГа, в котором утверждалось: «Это была более или менее нормальная жизнь — по сравнению с тяжелейшими условиями, в которых выживала тогдашняя беднота». Она также призвала к восстановлению системы принудительного труда в современной России, сравнив противников этой идеи с противниками введения платной парковки в центре города. В подборке многочисленных отзывов на статью Никифоровой, собранной радио «Свобода», публицист Денис Драгунский выражает сомнение в правомерности существования такого государства, в котором «крестьяне и рабочие жили в такой нищете, что даже ГУЛАГ — якобы — был для них благом», а педагог Леонид Кацва, указав на мемуарные источники о действительных условиях жизни в лагере, выражает в адрес автора статьи пожелание «испытать на себе прелести ГУЛАГовского социального лифта».
С октября 2020 года Никифорова публикуется в РИА Новости как международный обозреватель. Резонансной стала статья «За что Россия борется на Украине».

## Санкции
С 3 июня 2022 года — под персональными санкциями стран Евросоюза, введёнными в связи со вторжением России на Украину. В журнале ЕС фигурирует как «российский пропагандист». Евросоюз отмечает что Никифорова «является центральной фигурой правительственной пропаганды, отрицает право Украины на существование и способность украинского народа самостоятельно принимать решения. Она описывает украинский народ как „промытый мозг“ и „взятый в заложники“, таким образом пропагандируя позитивное отношение к российской агрессии против Украины».
В октябре 2022 г. была внесена в санкционные списки Канады «российских агентов дезинформации» за «причастность в распространении российской дезинформации и пропаганды».
Также входит в санкционные списки Украины и Швейцарии по аналогичным основаниям.

## Пьесы
- 2006 — «Скрытые расходы» (Пьеса про деньги)
- 2007 — «Будущее покажет»
- 2007 — «Условные единицы» (Пьеса про любовь)
- 2009 — «Предметы роскоши» (Пьеса про детей)
- 2011 — «Тандем» («Шизофрения»)
- 2018 — «Конец света»
- 2018 — «Федра»
- 2018 — «Кассандра»
- 2024 — «Молодая гвардия-2» (Театр имени Е. Б. Вахтангова)[12]

## Публикации
- «Скрытые расходы» — «Современная драматургия», 2006, номер 3; «Искусство театра» (на китайском языке), 2008, номер 2; «Современные избранные пьесы России» (на китайском языке), Пекин, 2009. Пьеса переведена на английский, китайский, эстонский, хорватский, турецкий языки
- «Условные единицы» — сборник «Лучшие пьесы — 2007», Москва, 2008 (под заголовком «М/Ж. Пьеса про любовь»); «Современная драматургия», 2008, номер 2; «Современные избранные пьесы России» (на китайском языке), Пекин, 2009
- «Предметы роскоши» — «Современная драматургия», 2010, номер 2
- «Тандем» — «Современная драматургия», 2012, номер 1
- «Кассандра» — «Современная драматургия», 2019, номер 2

## Театральные постановки
- «Скрытые расходы» в театре «Практика», Москва, Россия. Режиссёр Эдуард Бояков (2006)[источник не указан 815 дней]; в театре Ванемуйне, Тарту, Эстония. Режиссёр Алена Анохина (2007)[источник не указан 815 дней]; в Гомельском театре драмы, Гомель, Беларусь. Режиссёр Яков Натапов (2007)[источник не указан 815 дней]; в театре Studio Six[англ.], Нью-Йорк, США. Режиссёр Рафаэль Шкловский (2008)[источник не указан 815 дней]; в мастерской современной драмы «От текста к представлению», Мотовун, Хорватия. Режиссёр Матко Рагуж (хорв. Matko Raguz) (2009); в Шанхайской театральной Академии[англ.], Шанхай, Китай (2009); в Кировском драматическом театре, Киров, Россия. Режиссёр Игорь Жетинёв (2009)[источник не указан 815 дней]; в Главной академии театра[англ.], Пекин, Китай (2010)[источник не указан 815 дней]; в Городском драматическом театре Гавелла, Загреб, Хорватия. Режиссёр Дражен Ференчина (2013)[источник не указан 815 дней].
- «Будущее покажет» на фестивале «Драма. Новый код (ДНК)», Красноярск, Россия. Режиссёр Олег Рыбкин (2008)[источник не указан 815 дней]; в Национальном академическом театре русской драмы имени Леси Украинки. Киев, Украина. Режиссёр Ольга Гаврилюк (2011)[источник не указан 815 дней].
- «Условные единицы» в театре им. Слонова, Саратов, Россия. Режиссёр Ансар Халилуллин. В интервью газете «Саратовский взгляд», режиссёр описал главную тему постановки как духовный кризис и одиночество молодых людей из-за навязанных им материально/гламурных ценностей[13] (2009); в Главной академии театра[англ.], Пекин, Китай. Режиссёр Зен Юнлинь (2015)[источник не указан 815 дней]; в театре-студии Шанхайского Гранд-театра[англ.], Шанхай, Китай (2016); в Шанхайском Центре Современного искусства. Шанхай, Китай. Режиссёр Зен Юнлинь (2016)[источник не указан 815 дней].

## Кино и ТВ
В 2007 году по заказу телекомпании «Амедиа» написан сценарий 2-серийного телефильма «Супер-папа» (в соавторстве с Ксенией Кашиной).